# Luke Young
Luke Paul Young, né le 19 juillet 1979 à Harlow, est un footballeur anglais, qui évolue au poste de défenseur.

## Biographie
Young joue pour Tottenham Hotspur avant d'être acheté en 2001 par Charlton Athletic pour quatre millions de livres. 
Il honore sa première sélection le 28 mai 2005 lors d'un match contre les États-Unis.
Appelé pour jouer la Coupe du monde 2006 avec l'Angleterre, il se blesse avant la compétition. Il est alors remplacé par Michael Dawson qui, en fait,
n'est pas sélectionné dans la liste final. Depuis, Luka Young ne jouera plus avec l'équipe. 
En 2007, il quitte Charlton après six ans et intègre l'effectif de Middlesbrough. Il n'y reste qu'une saison puisque le 7 août 2008, il signe un contrat de trois ans en faveur d'Aston Villa.

## Carrière
- 1998-2001 : Tottenham ( Angleterre)
- 2001-2007 : Charlton ( Angleterre)
- 2007-2008 : Middlesbrough ( Angleterre)
- 2008-2011 : Aston Villa ( Angleterre)
- 2011-2014 : Queens Park Rangers ( Angleterre)[3],[4],[5]

## Sélections
- 16 sélections (1 but) en équipe d'Angleterre espoirs entre 1999 et 2002
- 7 sélections en équipe d'Angleterre en 2005
- Première sélection avec l'équipe d'Angleterre A le 28 mai 2005 lors d'un match face aux États-Unis.